# Get Out of My Life, Woman
„Get Out of My Life, Woman“ je skladba amerického pianisty Allena Toussainta. Skupina v cover verzích nahráli například Bill Cosby, Freddie King, The Paul Butterfield Blues Band (East-West, 1966), The Doors (Live at the Matrix 1967, 2008), Iron Butterfly (Heavy, 1968) a další.